# Těně
Těně település Csehországban, Rokycanyi járásban. Těně Mýto, Strašice, Zaječov és Olešná településekkel határos. Lakosainak száma 324 fő (2024. január 1.).

## Népesség
A település lakosságának változását az alábbi diagram mutatja:
| Lakosok száma | 709  | 571  | 506  | 360  | 267  | 262  | 272  | 276  | 295  | 324  |
|               | 1869 | 1900 | 1921 | 1961 | 1980 | 2011 | 2016 | 2019 | 2021 | 2024 |